# Okawa Shaznay
Okawa Shaznay, née le 5 mai 1986 à Bamenda, est une actrice camerounaise.

## Biographie

### Études
Okawa Shaznay naît le 5 mai 1986 à Bamenda dans la région du Nord-Ouest du Cameroun. Elle étudie au Presbyterian Secondary School (PSS) Mankon dans la même ville. Elle déménage ensuite aux États-Unis où elle obtient un diplôme en comptabilité à l'université du Texas.

### Carrière
Elle commence sa carrière aux États-Unis en rejoignant les All African Theatre Group et interprète le rôle d'Ezinne dans le film Tout s'effondre, adapté du livre de Chinua Achebe.
En 2004, elle rejoint Nollywood où elle joue Master J puis en 2016 : Delilah, film qui lui permet de devenir meilleure actrice de télévision de l'année[réf. nécessaire].

## Filmographie
- Cheaters 1& 2 (2013) (avec Jackie Appiah et Adjetey Anang)
- Sisters At War 1 & 2 (2014) (avec Jackie Appiah, Koffi Ajorlolo et Kalsoume Sinare)
- Cheaters Vacation (2014) (avec Yvonne Nelson et Eddie Watson)
- The Prince of Barmah (2014) (avec Jackie Appiah, Koffi Ajorlolo et Kalsoume Sinare)
- Iyore (2014) (avec Rita Dominic, Joseph Benjamin, Yemi Blaq, Paul Obazele et Bukky Wright)
- Scars (2015) (avec Mike Ezuruonye, Clarion Chukwura et Lilian Esoro)
- Refugees (2016) (avec Belinda Effah et Yvonne Nelson)
- Delilah: The Mysterious Case of Delilah Ambrose (série TV) - Saison 1 & 2 (2016) (avec Clarion Chukwura, Michael Okon, Paul Obazele)
- Crossed Path (2017) (avec Ken Erics, Frank Artus & Emem Inwang)
- Perfect Strangers (2017) (avec Desmond Elliott, Segun Arinze et Barbara Soky)
- Soul Tie (2017) (avec Ramsey Nouah)
- Wounded (2017) (avec Desmond Elliott, Ini Edo, & Tony Umez et Padita Agu)
- Snatched (2017) (avec Michael Godson et Linda Osifo)
- Behind the Face (2017) (avec Tony Umez et Michael Okon)
- Delilah : The Mysterious Case of Delilah Ambrose (série TV) - Saison 3 (2017) (avec Tony Umez, Segun Arinze, Michael Okon)
- In My Country (2017) (avec Sam Dede, Bimbo Manuel et Shan George)
- The Gamble (2018) (avec Eucharia Anunobi,Tony Umez & Chamberlain Okoro)
- Save My Heart (2018) (avec Seun Akindele)
- Unbroken Cord (2019) (avec Ken Erics)
- Love & Lies (2019) (avec Eddie Watson et Khing Bassey)
- Customer Service (2019) (avec Etinosa et Khing Bassey)
- My Chances (2019) (avec Frederick Leonard & Zack Orji)
- Lekki On Arrival (2020) (avec IK Ogbonna)
- Concession (2020) (avec Uzor Arukwe & Lucy Ameh)
- Grow Up or Nuts (Web series) (2020) (avec Efe Irele & Sophie Alakija)
- Almost Had You (2021) (avec Bolanle Ninalowo)
- All Over Again (2022) (avec Ray Emodi)

## Prix et reconnaissances
- 2013 : actrice la plus prometteuse pour son rôle dans le film Cheaters
- 2014 : meilleure actrice dans un second rôle pour son rôle dans le film Sisters at War
- 2015 : actrice de l'année (Afrique) pour son rôle dans le film Iyore
- 2016 : meilleure actrice de télévision de l'année pour son rôle dans le film Delilah.
- 2017 : meilleure actrice dans une série pour son rôle dans le film Delilah
- 2018 : meilleure actrice dans un rôle principal pour son rôle dans le film In My Country